# República Autónoma Socialista Soviética de Adigueya
La República Autónoma Socialista Soviética de Adigueya fue una unidad administrativa de la Unión Soviética al interior de la República Socialista Federativa Soviética de Rusia desde el 5 de octubre de 1990 hasta el 24 de marzo de 1992. La capital fue establecida en la ciudad de Maikop.

## Historia
El 5 de octubre de 1990, en sesión de los Diputados del Pueblo regionales, se decidió elevar el estatus legal del Óblast Autónomo Adigués al nivel de República, donde se reconoció a un sujeto independiente de la Federación de Rusia y se proclamó la República Autónoma Socialista Soviética de Adigueya. El 28 de junio de 1991, en la quinta sesión del consejo regional de los diputados del pueblo se aprobó la "Declaración de Soberanía de los Estados de la República Socialista Soviética de Adigueya". El 3 de julio de 1991 el Presidente de la Unión Soviética firmó un decreto para transformar Adigueya en república socialista autónoma. El 24 de marzo de 1992, tras el colapso de la Unión Soviética, se transforma en la República de Adigueya.
- Datos: Q6106043